# San Ildefonso Amatlán
San Ildefonso Amatlán är en kommun i Mexiko.   Den ligger i delstaten Oaxaca, i den sydöstra delen av landet, 500 km sydost om huvudstaden Mexico City.
Följande samhällen finns i San Ildefonso Amatlán:
- Yojuela
- Santa María el Palmar